# Роберт Енес
Роберт Енес (англ. Robert Enes, нар. 22 серпня 1975) — австралійський футболіст, що грав на позиції півзахисника.
Виступав за англійський «Портсмут» та ряд австралійських клубів, а також національну збірну Австралії, у складі якої став чемпіоном Океанії у 1996 році.

## Клубна кар'єра
Закінчив Австралійський інститут спорту, після чого грав за «Престон Лайонз» у чемпіонаті штату Вікторія.
У сезоні 1994/95 виступав за «Мельбурн Зібрас» у Національній футбольній лізі, вищому дивізіоні країни, взявши участь у 13 матчах чемпіонату, в яких забив 2 голи. Після цього ще два сезони грав там же за «Сідней Юнайтед» і у 1997 році став з командою переможцем регулярного сезону ліги.
В сезоні 1997/98 Енес грав в Англії за «Портсмут», але закріпитись не зумів, зігравши лише 5 матчів у Першому дивізіоні, другій за рівнем лізі країни, і повернувся в Національну футбольну лігу, ставши 1998 року гравцем «Нозерн Спірітса». Відіграв за цб команду наступні чотири сезони своєї ігрової кар'єри. Більшість часу, проведеного у складі «Нозерн Спірітс», був основним гравцем команди.
Завершив професійну ігрову кар'єру у клубі «Марконі Сталліонс», за який виступав протягом сезону 2002/03 років.

## Виступи за збірні
1995 року у складі молодіжної збірної Австралії поїхав на молодіжний чемпіонат світу 1995 року в Катарі, де у забив один гол і дійшов з командою до чвертьфіналу.
1996 року захищав кольори олімпійської збірної Австралії на Олімпійських іграх 1996 року в Атланті, зігравши на турнірі в одному матчі.
1996 року дебютував в офіційних матчах у складі національної збірної Австралії і того ж року став з командою переможцем кубка націй ОФК 1996 року, зігравши у обох фінальних матчах проти Таїті. Протягом кар'єри у національній команді, яка тривала 2 роки, провів у її формі 7 матчів.

## Титули і досягнення
- Володар Кубка націй ОФК: 1996